# Offenbach-Bürgel
Bürgel er en bydel i Offenbach am Main. I december 2015 havde Bürgel omkring 9.900 indbyggere.
50°07′04″N 8°47′00″Ø / 50.1178°N 8.7833°Ø